# Johann Bendel
Johann Bendel (* 10. September 1863 in Zweifall; † 19. Juli 1947  in Köln-Mülheim) war ein Lehrer und Historiker.

## Leben
Bendel besuchte von September 1882 bis Juli 1885 das Lehrerseminar in Kornelimünster. Er begann anschließend seine Lehrerlaufbahn an der Dorfschule in Weywertz (Großgemeinde Bütgenbach) und wechselte 1889 zu der einklassigen Dorfschule in Raeren. 1890 legte er die Mittelschullehrerprüfung in Pädagogik, Geschichte und Religion mit anschließender Rektorprüfung ab. 1897 wurde er Hauptlehrer in Stolberg. Ab 1902 war er Rektor der neuerbauten Pestalozzischule in Mülheim am Rhein, die zu ihrer Zeit als eine der modernsten Volksschulen galt. Am 20. November 1990 wurde die zwischenzeitlich in das Gebäude eingezogene Realschule auf seinen Namen umbenannt. Am 1. Oktober 1928 trat er in den Ruhestand ein.
1893 heiratete er Maria Schumacher, die am 10. Juli 1921 verstarb.
Besonders seine Bücher über die Stadt und den Landkreis Mülheim, die 1911 und 1925 herausgegeben wurden, dienten, auch in zahlreichen Faksimileausgaben, noch bis in die 1970er Jahre als Grundlage für den Heimatkundeunterricht in den Schulen und sind bis heute eine wertvolle Quelle Mülheimer und bergischer Geschichte.

## Ehrungen
- In Bergisch Gladbach hat man im Stadtteil Bensberg eine Straße nach ihm benannt.
- In Köln-Mülheim tragen die Johann-Bendel-Realschule und eine Straße seinen Namen.

## Schriften
- Blumenmärchen und Pflanzenlegenden (= Naturwissenschaftliche Jugend- und Volksbibliothek. Band 51). Manz, Regensburg 1909.
- Vinzenz von Zuccalmaglio (Montanus). Ein Lebensbild. Elberfeld 1911.
- Wetterpropheten. Regensburg 1913.
- Vogelwanderleben. Regensburg 1913.
- Die Stadt Mülheim am Rhein, Geschichte und Beschreibung, Sagen und Erzählungen. Mülheim am Rhein 1913.
- Die Gottestracht zu Mülheim am Rhein. Mülheim am Rhein 1914.
- Der Landkreis Mülheim am Rhein, Beschreibung, Geschichte, Sagen und Erzählungen. Mülheim am Rhein 1911.
- Das Dorf Zweifall im Vichttale, Beschreibung, Geschichte, Sagen und Erzählungen. Zweifall 1922.
- Heimatbuch des Landkreises Mülheim am Rhein, Geschichte und Beschreibung, Sagen und Erzählungen. Köln-Mülheim 1925.
- Köln-Mülheim (Mülheim am Rhein) in der Franzosenzeit oder Das Tagebuch des Hofkammerrats K.J.Z. Bertoldi 1802–1824. Köln-Mülheim 1925.
- Kleine Geschichte der Mülheimer Familie Formes, Im Auftrag des Herrn Metzgermeisters Peter Joseph Wilmar Formes. Köln-Mülheim 1928.